# Ferroviário da Beira
Ferroviário da Beira is een Mozambikaanse voetbalclub  uit de stad Beira.

## Erelijst
Beker van Mozambique
2005, 2013, 2014